# Qua si campa d'aria
Qua si campa d'aria è il decimo album discografico di Otello Profazio, pubblicato in Italia nel 1974. Ha ottenuto il disco d'oro per aver venduto più di un milione di copie.

## Tracce
1. Qua si campa d'aria
2. Tira nemico mio
3. Malandrineria
4. I frati di Mazzarino
5. Mafia e parrìni
6. Lu zappaturi
7. Che lasci quando muori
8. Tua è la colpa
9. Cristoroforo Colombo
10. Amici amici chi 'a Palermo jti
11. Strade e paesi
12. Amici importanti
13. La tristizza
14. Io faccio il poeta
15. Gli uomini di domani